# Industrial metal
L’industrial metal è un genere musicale di musica post-industriale evolutosi dall'industrial rock mescolando la musica heavy metal a sonorità ed intuizioni tipiche della musica industriale. Fra gli esponenti più noti di questo genere si possono citare gli statunitensi Ministry, Nine Inch Nails, Fear Factory, e Marilyn Manson, i tedeschi Rammstein, i norvegesi The Kovenant e i finlandesi Ruoska e Turmion Kätilöt (questi ultimi con forti contaminazioni death metal). I gruppi Die Krupps e Nine Inch Nails, inoltre, suonano una particolare variante di questo genere, in quanto uniscono l'heavy metal con l'alternative rock e simili. Oppure, il gruppo tedesco Oomph! affianca allo stile heavy metal delle sonorità ambient e industrial. Tale stile è suonato anche nei più recenti album dei già citati Nine Inch Nails. Altri gruppi, primi tra tutti i norvegesi The Kovenant e i finlandesi Havoc Unit inglobano nel proprio sound elementi heavy metal e Krautrock, dai quali prendono le particolari sonorità futuristiche e fantascientifiche.

## Caratteristiche
Tra i gruppi industrial metal è difficile individuare un filone comune, tuttavia il sound dei gruppi appartenenti a questo genere presenta le seguenti caratteristiche:
- Parti strumentali suonate con i classici strumenti della musica metal (chitarra elettrica, basso, batteria)[senza fonte]
- Parti elettroniche, create al computer, con software appositi e basi elettroniche, oppure con veri strumenti musicali, quali tastiere, campionatori, batterie elettroniche e sintetizzatori)[senza fonte]
- Lo stile vocale presenta sempre parti pulite e cadenzate, sebbene sia frequente anche l'uso dello scream; alcune linee vocali vengono talvolta volutamente effettate con l'elettronica.[senza fonte]

## Storia del genere
Il primo tentativo di unione delle tecniche vocali e degli strumenti di rock ed industrial fu effettuato dai Cabaret Voltaire, che già a cavallo tra i '70 e gli '80 provarono ad aggiungere al sound minimale e ritmato dell'industrial tradizionale strumenti come basso e batteria, rendendo più accessibile il loro sound rumorista, quindi diventando di diritto i precursori dell'industrial rock.
Alcuni album dei KMFDM, gruppo formatosi nel 1984, saranno determinanti nel passaggio da industrial a industrial metal, ma saranno poi i Ministry di Al Jourgensen a decretare la nascita del genere; il disco The Land Of Rape And Honey (1987) era caratterizzato dalle ritmiche punk, dagli inserti puramente crossover di svariati stili. La vera esplosione dell'industrial metal si ebbe però all'inizio dei '90, con l'avvento di gruppi come White Zombie, Godflesh, Nine Inch Nails e Fear Factory, i primi nati per volere di Trent Reznor e dediti ad un industrial più tradizionale con contaminazioni metal e di altri generi, i secondi caratterizzati da una forte componente death e thrash metal, sound che verrà da alcuni definito come cyber thrash. In questo periodo i tedeschi Die Krupps e qualche anno dopo gli sloveni Laibach, dediti all'industrial, cambiano rotta e si annoverano nel movimento industrial metal, i primi con l'album II – The Final Option e i secondi con “Jesus Christ Superstar”. Nel 1995 esce il debutto dei Rammstein, band che riuscirà a dare nuova linfa al genere grazie ad un sound originale e all'uso della lingua tedesca, sommato ad un notevole successo commerciale.

## Influenze
L'industrial metal ha influenzato molto i gruppi nu metal, tra cui i Korn, ritenuti insieme ai Deftones gli iniziatori del genere, negli album See You on the Other Side e Untitled. In tale contesto si situano anche Coal Chamber, Static-X, Sevendust, Powerman 5000, Dope e American Head Charge, tra i gruppi di genere ad avere una spiccata componente industrial metal, oppure anche gruppi come Slipknot, Mudvayne e Mushroomhead hanno una influenza industrial nelle loro composizioni.
Gli Aborym sono dediti ad un industrial black, mentre gli Strapping Young Lad ad un death/thrash/industrial, i Meshuggah come industrial post-thrash e i Qube più psycho/prog/metal; questi gruppi non sono da considerarsi propriamente industrial metal.

## Cyber metal
Il cyber metal è una variante dell'industrial metal che affina le sonorità classiche dell'heavy metal a ritmi più martellanti, abbinati a basi elettroniche che richiamano un'atmosfera futuristica o addirittura dubstep, i principali esponenti di questa variante sono i Sybreed.
Ciò che differenzia il cyber metal dall'industrial metal sono principalmente i temi, infatti i temi prevalenti sono la tecnologia, l'esplorazione spaziale, l'apocalisse, il nichilismo e in alcuni casi tematiche politiche.
Il sonoro è rappresentato da un ritmo molto ripetitivo ricco di suoni tecnologici e riff martellanti, la voce è generalmente scream o pulita, ma spesso modificata con sintetizzatori o effetti vocali, in modo da adattarsi alle sonorità più futuristiche.